# Valgus thibetanus
Valgus thibetanus är en skalbaggsart som beskrevs av Nonfried 1891. Valgus thibetanus ingår i släktet Valgus och familjen Cetoniidae. Inga underarter finns listade i Catalogue of Life.